# 豪洛吉
豪洛吉，是匈牙利沃什州所辖的一个村，总面积7.05平方公里，总人口247，人口密度35.0人/平方公里（2010年1月1日）。